# Convento de las Claras (Almería)
La iglesia y el convento de Santa Clara, de la ciudad española de Almería (Andalucía), comprenden un amplio rectángulo situado entre las calles de Jovellanos, Mariana, Marín y plaza de la Constitución. Es Bien de Interés Cultural desde 1992.

## Historia
Tras su desamortización a principios del siglo XIX, el convento fue adecuado para que se alojara la reina Isabel II de España en su visita a la ciudad en 1862.
La Orden de las Hermanas Pobres de Santa Clara recuperó el convento hacia 1894, aunque fue incendiado nada más estallar la guerra civil española y posteriormente utilizado como almacén de suministros, como cemento. Al terminar la contienda, se expropió parte de los terrenos para construir un monumento a los caídos, diseñado por Guillermo Langle, y que ahora es utilizado como jardín del propio convento.

## Descripción
El templo, construido en el siglo XVIII, tiene planta de cruz latina con una sola nave y una cúpula sobre tambor octogonal en el crucero. Sus paramentos llevan pilastras de orden toscano, con fustes rehundidos y montados sobre pedestales, donde la parte inferior es lisa y la superior moldurada. El perímetro interior está rodeado por un entablamento, con un estrecho arquitrabe. A los pies, se sitúa el coro alto apoyado sobre dos arcos carpanales de rosca moldurada y clave decorada por una roseta. La cubierta de la iglesia se resuelve por medio de bóvedas de medio cañón con arcos fajones. En el crucero hay cuatro gruesos pilares achaflanados y recorridos por trilogías de pilastras, en donde apean cuatro arcos torales de medio punto, sobre los que reposa una cúpula sobre pechina. En la capilla mayor, de planta rectangular, se abre en el lado sur una portada adintelada que da acceso a la sacristía. 
En el lado oriental se sitúa la fachada principal, de carácter sobrio y rematada por una moldurada cornisa, que sobre la nave adopta una disposición trapezoidal muy abierta; la portada va montada sobre unas gradas, para salvar el desnivel del suelo, su vano aparece cubierto por un arco de medio punto, con la línea de imposta marcada y rosca moldurada; por encima corre un entablamento y sobre éste un frontón curvo y roto. El segundo cuerpo está constituido por un nicho central con venera que cierra un arco de medio punto. 
En el lado meridional se encuentra la otra fachada visible del templo, rematada por una cornisa de similares características; en el muro sur del crucero se ubica la portada, algo más reducida y simple que la anterior, con vano de medio punto, de rosca estrecha y moldurada; la flanquean pilastras toscanas, montadas sobre plintos decorados con óvalos.
De sus obras artísticas, destaca la Inmaculada que preside el retablo mayor, de tamaño académico y fechable a principios del siglo XVIII, del círculo de Alonso Cano. El Cristo de la Pobreza, titular de la Archicofradía de la Hora Santa fundada por el beato Diego Ventaja, fue tallado hacia 1947 por Eduardo Espinosa Cuadros. Entre ese año y 1967 salía procesionalmente en la madrugada del Jueves Santo, presidiendo el rezo del Viacrucis.